# Hintenberg
Hintenberg ist eine Ortschaft und eine Katastralgemeinde der Gemeinde Ulrichsberg im Bezirk Rohrbach in Oberösterreich.

## Geografie

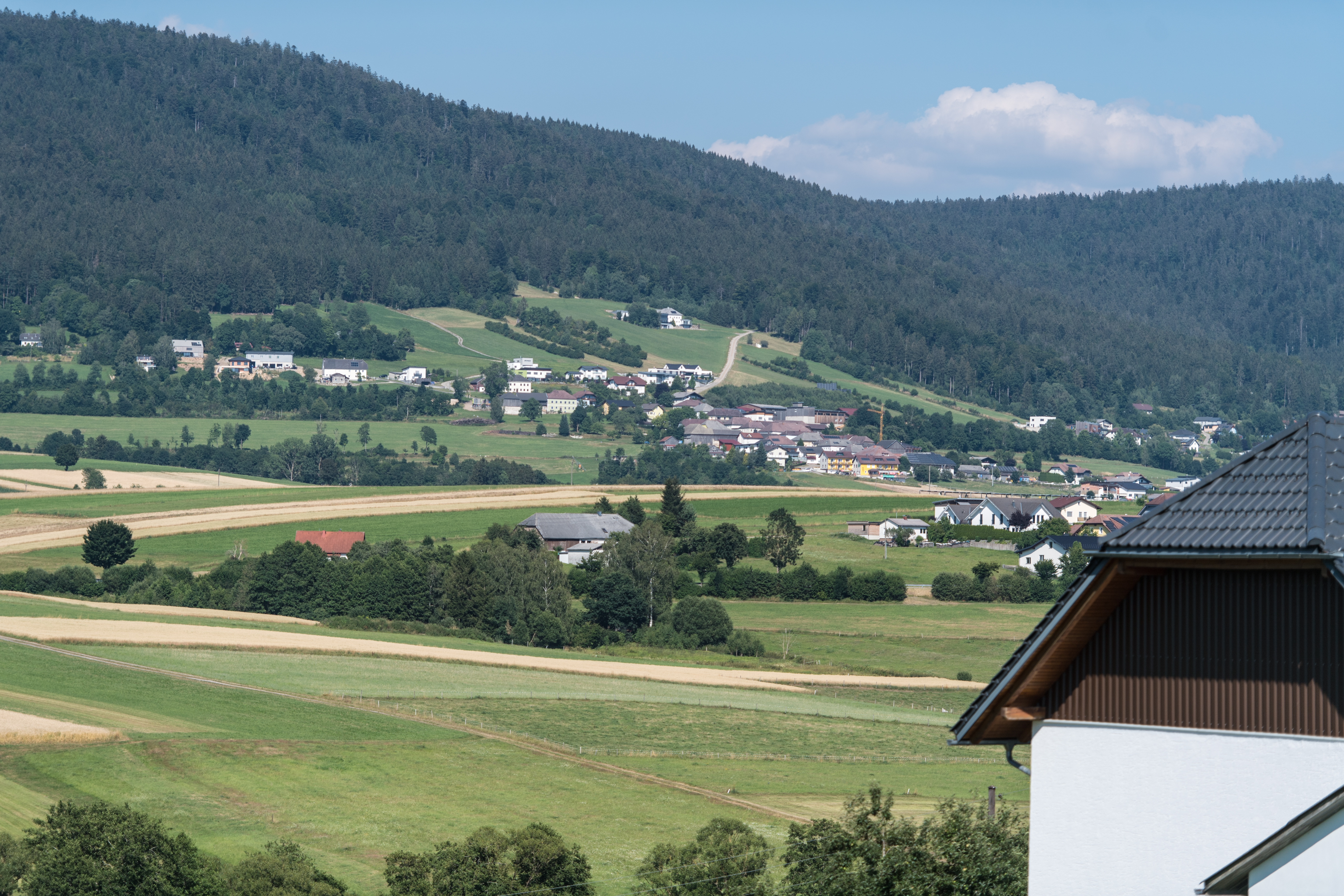
Ortsansicht von Hintenberg von Westen

Die Rotte befindet sich nördlich von Ulrichsberg am Südabfall des Böhmerwaldes und ist nur über eine Stichstraße erreichbar. Westlich des Ortes fließt der Hintenberger Bach ab, der sich vor Ulrichsberg mit dem östlich des Ortes abfließenden Ramenaibach vereint und in die Große Mühl einmündet. Der ehemals kompakte, längs eine Dorfstraße angelegte Ort, an den im Nordosten ein großes Sägewerk anschließt, hat sich ab der zweiten Hälfte des 20. Jahrhunderts gut entwickelt. Die Ortschaft umfasste heute 130 Adressen (Stand: 1. April 2020)
Bei der Siedlung erstrecken sich artenarme Buchenwälder und Mooskiefernwälder. Sie ist Teil der 22.302 Hektar großen Important Bird Area Böhmerwald und Mühltal. Unmittelbar neben Hintenberg liegt das 9.350 Hektar große Europaschutzgebiet Böhmerwald-Mühltäler.
Zur Katastralgemeinde zählen weiters die Ortschaften Lichtenberg und Schöneben.

## Geschichte
Die Ansiedlung entstand vermutlich im 14. oder 15. Jahrhundert im Zuge Kolonialisierung des Böhmerwaldes, die zunächst von Bistum Passau ausging und ab dem 15. Jahrhundert vom Stift Schlägl vorangetrieben wurde. Sie wurde 1463 erstmals urkundlich erwähnt.
Gegen Ende des Zweiten Weltkrieges kam ein Mädchen im Auftrag einer Kommandostelle in Aigen aus Rudolfing nach Ulrichsberg, um einen Brief zu übergeben. Da aber kein Ortsverantwortlicher vorhanden war, nahm der ehemalige Bürgermeister Alois Pröll den Brief entgegen, was von SS-Angehörigen beobachtet wurde und der Brief sofort beschlagnahmt wurde. Der Brief war in dem Sinne abgefaßt gewesen, den amerikanischen Truppen im Falle eines Angriffes keinen Widerstand mehr entgegenzusetzen. Daraufhin schnitten die SS-Angehörigen dem Mädchen mit einer Schere die Kopfhaare ab und brandmarkten es vor der Bevölkerung in Hintenberg.

## Siedlungsentwicklung

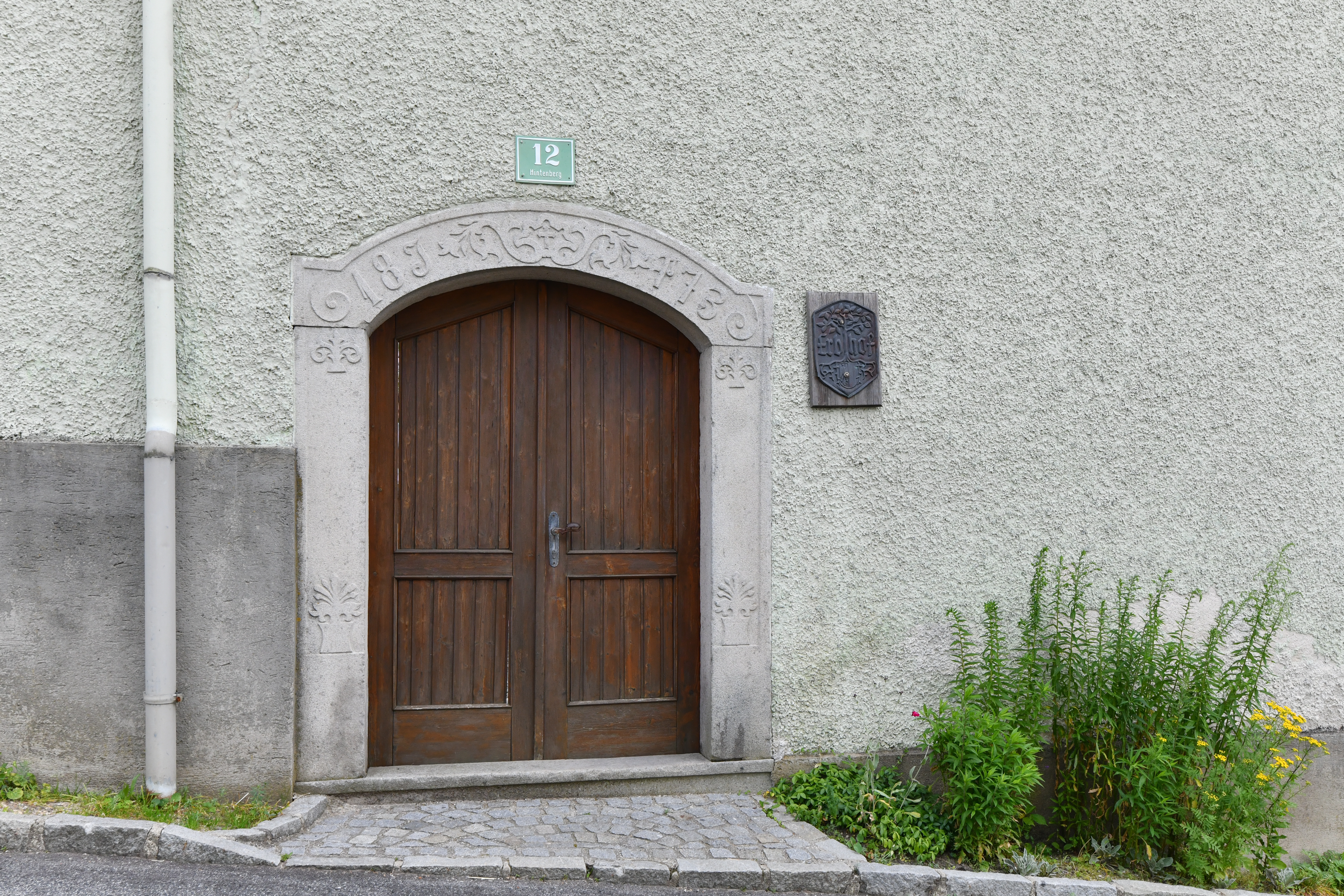
Tor zum Erbhof Hintenberg 12

Zum Jahreswechsel 1979/1980 befanden sich in der Katastralgemeinde Hintenberg insgesamt 124 Bauflächen mit 45.704 m² und 45 Gärten auf 43.408 m², 1989/1990 gab es 130 Bauflächen. 1999/2000 war die Zahl der Bauflächen auf 401 angewachsen und 2009/2010 bestanden 260 Gebäude auf 469 Bauflächen.

## Bodennutzung
Die Katastralgemeinde ist landwirtschaftlich geprägt. 561 Hektar wurden zum Jahreswechsel 1979/1980 landwirtschaftlich genutzt und 1.293 Hektar waren forstwirtschaftlich geführte Waldflächen. 1999/2000 wurde auf 398 Hektar Landwirtschaft betrieben und 1.437 Hektar waren als forstwirtschaftlich genutzte Flächen ausgewiesen. Ende 2018 waren 359 Hektar als landwirtschaftliche Flächen genutzt und Forstwirtschaft wurde auf 1.433 Hektar betrieben. Die durchschnittliche Bodenklimazahl von Hintenberg beträgt 19,5 (Stand 2010).

## Kultur und Sehenswürdigkeiten

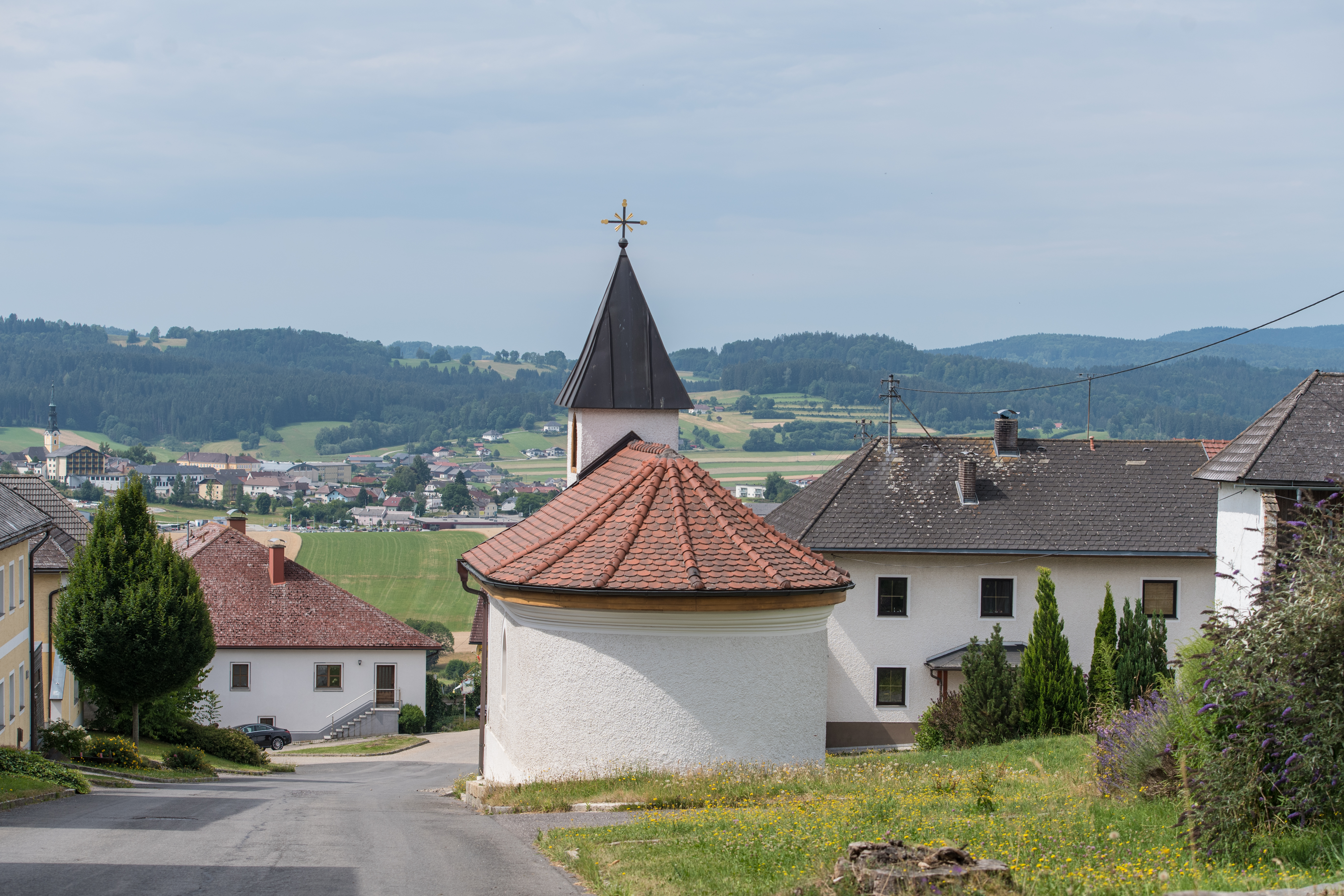
Blick über die Ortskapelle ins Tal

Die Ortskapelle wurde um 1830 erbaut. Sie weist Spitzbogen-Fenster und eine Spitzbogen-Tür auf. Der Fassade ist ein kleiner Turm vorgesetzt. Im Innenraum befindet sich ein neogotischer Altar mit einem Marienbild. Nach einer Renovierung wurde die Kapelle 2002 wieder geweiht. Der Hof Hintenberg Nr. 12 ist mit der Jahreszahl 1873 bezeichnet.
Der 14,7 km lange Wanderweg Moldaublickweg zum Aussichtsturm Moldaublick verläuft durch die Ortschaft.